# Soledad López Jiménez
Soledad López Jiménez (nacida el 4 de abril de 1992 en Málaga, Andalucía) es una jugadora de balonmano española. Actualmente juega de extremo izquierda en el Málaga Costa del Sol del que es capitana. Procedente de la cantera del colegio Puertosol, ha sido galardonada cinco años consecutivos con el título de Mejor Extremo Izquierdo de la Liga Guerreras Iberdrola.

## Palmarés

### Títulos nacionales
| Título                                  | Club                   | País | Temporada |
| --------------------------------------- | ---------------------- | ---- | --------- |
| Campeonato de España de Balonmano Playa | IF Clínicas Rincón DyE | ES   | 2016      |
| Copa de la Reina                        | Málaga                 | ES   | 2019-2020 |
| Copa de la Reina                        | Málaga                 | ES   | 2021-2022 |
| Supercopa de España                     | Málaga                 | ES   | 2020-2021 |
| Liga Guerreras Iberdrola                | Málaga                 | ES   | 2022-2023 |

### Títulos Europeos
| Título                                  | Club                   | País | Temporada |
| --------------------------------------- | ---------------------- | ---- | --------- |
| Campeonato de Europa de Balonmano Playa | IF Clínicas Rincón DyE | ES   | 2016      |
| EHF European Cup                        | Málaga                 | ES   | 2020-2021 |

### Distinciones individuales
| Distinción                                             | Año       |
| ------------------------------------------------------ | --------- |
| Mejor Extremo Izquierdo de la Liga Guerreras Iberdrola | 2017-2018 |
| Mejor Extremo Izquierdo de la Liga Guerreras Iberdrola | 2018-2019 |
| Mejor Extremo Izquierdo de la Liga Guerreras Iberdrola | 2019-2020 |
| Mejor Extremo Izquierdo de la Liga Guerreras Iberdrola | 2020-2021 |
| Mejor Extremo Izquierdo de la Liga Guerreras Iberdrola | 2021-2022 |
| Mejor extremo Izquierdo de la Liga Guerreras Iberdrola | 2023-2024 |

## Mundial 2019
Fue medalla de plata en el Mundial de Japón 2019.

## Balonmano Playa
Sole López fue una de las integrantes del equipo de balonmano playa Rincón Fertilidad BM Playa que en el 2016 encadenaron los títulos de Campeón de España y Campeón de Europa. 
El campeonato de España, celebrado en Laredo, contó con la participación de Sole López como integrante del equipo Rincón Fertilidad BM Playa dirigido por el entrenador malagueño Diego Carrasco. El sexto título malagueño se logró gracias a una remontada épica, con un 2-1 final, contra Getasur. Al 12-20 inicial en el primer juego, el equipo malagueño contestó con un 19-15 lo que llevó al partido a la tanda de shoot-out, donde Málaga logró la victoria por un claro 9-6.
Las playas de Gran Canaria acogieron el Campeonato de Europa. En la semifinal, el equipo malagueño se impuso con un 2-0 al equipo eslovaco Drubava, un resultado engañoso ya que el primer set cayó del equipo español gracias al gol de oro de la capitana Pepa Moreno y el segundo gracias a un penalti en el último minuto contra Sole López que convirtió Jennifer Gutiérrez. La final, jugada contra el Multichem Szentendrei dio el título de Campeonas de Europa de Balonmano Playa, tras imponerse en un ajustado 2-1.